# 田口村 (長野県)
田口村（たぐちむら）は、長野県南佐久郡にあった村。昭和の大合併により消滅した。現在の佐久市南東部、小海線臼田駅・龍岡城駅の東側一帯にあたる。

## 地理
- 山：離山、霊仙峰
- 河川：千曲川、雨川

## 歴史

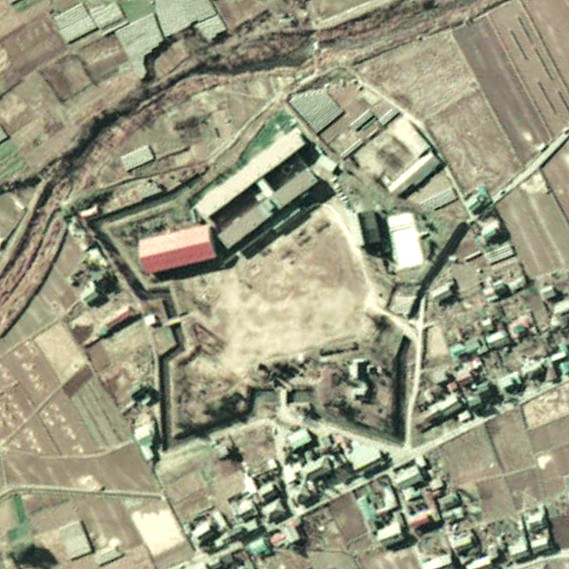
龍岡城

元治元年（1864年）には、領主である奥殿藩藩主松平乗謨（のりかた）により、田野口村に龍岡城が建設された。龍岡城は日本に二つしかない五芒星形の西洋式城郭（もう一つは函館の五稜郭）として知られる。奥殿藩松平家は龍岡城に藩庁を移転し、以後は田野口藩（のち龍岡藩）と呼ばれる。明治初年の領地を記録した「旧高旧領取調帳」によれば、のちの田口村域には田野口藩領のほか幕府領があった。明治4年（1871年）、龍岡藩は廃藩となる。
1876年（明治9年）、田野口村と上中込村が合併して田口村となる。1889年（明治22年）、町村制による田口村が発足。
1915年（大正4年）12月、佐久鉄道（現在の小海線）の中込駅 - 羽黒下駅間が開業、小諸と鉄道で結ばれた。開通と同時に、下越地区に三反田駅（現在の臼田駅）、田口地区に大奈良停留場（現在の龍岡城駅）が置かれた。なお、佐久鉄道は1919年（大正8年）に小海まで全通、1934年（昭和9年）に国有化され、国鉄の小海線となる。
1956年（昭和31年）9月、南に隣接する青沼村と合併して田口青沼村となり、自治体としては消滅した。なお、田口青沼村も約半年後に臼田町と合併し消滅している。

### 行政区画・自治体沿革
町村制施行以前

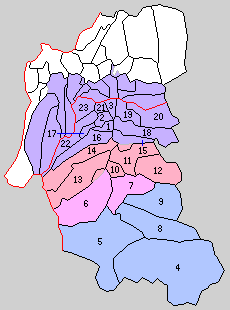
南佐久郡（町村制施行時）
1.臼田村 2.野沢村 3.中瀬村 4.川上村 5.南牧村 6.北牧村 7.小海村 8.南相木村 9.北相木村 10.穂積村 11.海瀬村 12.大日向村 13.畑八村 14.栄村 15.青沼村 16.切原村 17.大沢村 18.田口村 19.平賀村 20.内山村 21.桜井村 22.前山村 23.岸野村
現在の行政区画
紫：佐久市 桃：小海町 赤：佐久穂町 青：合併なし

- 1876年（明治9年）8月2日 - 田野口村と上中込村が合併、田口村となる。
- 1876年（明治9年）8月2日 - 山田村、北沢村、清川村が合併、常和村となる。

町村制施行以後
- 1889年（明治22年）4月1日 - 町村制の施行により、田口村・下越村・三分村および常和村の一部（山田・北沢）の区域をもって発足。
- 1956年（昭和31年）9月30日 - 青沼村と合併して田口青沼村が発足。同日田口村廃止。

## 経済
農業
『大日本篤農家名鑑』によれば田口村の篤農家は、「佐々木常助、依田清勝、堀籠鹿之助、柳澤安次郎、柳澤伴次郎、瀬下熊之助、大塚文平、宮澤啓之助、高橋周助、高橋大吉、加藤多忠」などである。

## 交通

### 鉄道路線
- 日本国有鉄道
  - 小海線
    - 三反田駅（現・臼田駅） - 龍岡城駅